# FIFA (série de jeux vidéo)
Pour les articles homonymes, voir FIFA (homonymie).
FIFA, anciennement FIFA Football (également connu sous le nom FIFA Soccer ou simplement FIFA), est le nom générique d’une série de jeux vidéo de football développée et éditée annuellement par Electronic Arts entre 1993 et 2022. La série EA Sports FC lui succède en 2024.

## Description
Gros succès, les jeux de la série se sont vendus à plus de cent millions d'exemplaires entre la création de la franchise et l'année 2010.
FIFA Football 2005 est par ailleurs le dernier jeu à être sorti sur PlayStation première du nom.
On peut rajouter à la série principale les autres jeux qui couvrent des événements tels que la Coupe du monde de la FIFA, le Championnat d'Europe et la Ligue des champions de l'UEFA, ainsi que d'une série de titres de gestion de football (LFP Manager).
FIFA 14 est le dernier jeu de la franchise à être sorti sur PlayStation 2, FIFA 19 est le dernier jeu de la franchise à sortir sur PlayStation 3 et Xbox 360, tandis que FIFA 23 est le dernier jeu de la franchise.

## Liste et évolutions des jeux

### Années 1990

#### FIFA International Soccer
- Date de sortie : 15 septembre 1993

Premier jeu FIFA sorti en 2D en vue latérale.

#### FIFA Soccer 95
- Date de sortie : 10 novembre 1994

Apparition du mode multijoueur.

#### FIFA Soccer 96
- Date de sortie : 30 septembre 1995

Passage à la 3D avec le moteur « Virtual Stadium » d'EA. Apparition des vrais noms de joueurs en obtenant la licence FIFPro.

#### FIFA 97
- Date de sortie : 30 novembre 1996

Apparition de la capture de mouvement et des commentaires audio.

#### FIFA Road to World Cup 98
- Date de sortie : 8 novembre 1997

Incluait toutes les équipes de la coupe du monde 1998 et apparition d'une bande sonore licenciée.

#### FIFA 99
- Date de sortie : 30 novembre 1998

#### FIFA 2000
- Date de sortie : 26 octobre 1999

Contient plus de 40 équipes nationales.

### Années 2000

#### FIFA Football 2001
- Date de sortie : 8 novembre 2000

Apparition des emblèmes officiels de club.

#### FIFA Football 2002
- Date de sortie : 1er novembre 2001

Introduction de la barre de puissance pour les passes.

#### FIFA Football 2003
- Date de sortie : 5 novembre 2002

Nouveaux graphisme et gameplay. Apparition du mode Championnat de club.
Avec les 17 meilleurs clubs d'Europe, dans leurs propres stades et avec les chants officiels des supporteurs.

#### FIFA Football 2004
- Date de sortie : 18 octobre 2003

Apparition des divisions secondaires.

#### FIFA Football 2005

- Date de sortie: 11 octobre 2004

Mode carrière amélioré.

#### FIFA 06
- Date de sortie : 4 octobre 2005

Refonte complète du moteur de jeu. Première apparition sur consoles de jeux vidéo de septième génération.

#### FIFA 07
- Date de sortie: 27 septembre 2006

Apparition de la Ligue interactive et nouveau moteur de jeu pour la Xbox 360.

#### FIFA 08
- Date de sortie : 20 septembre 2007

Apparition du mode de jeu « Be a Pro » (incarnant un joueur).

#### FIFA 09
- Date de sortie : 3 octobre 2008

Le système de collision est remanié. 
Apparition de la fonction « Adidas Live Season » qui met à jour toutes les statistiques des joueurs dans une ligue en fonction de la forme du joueur en temps réel dans la vraie vie. 
Apparition des célébrations de buts contrôlées par l'utilisateur. 
Ajout du mode en ligne « Clubs FIFA 09 » qui permet aux joueurs de créer ou de rejoindre des clubs et d'affecter leur équipe la plus forte en ligne. 
Apparition du 5 contre 5 en ligne. 
Au niveau des ventes, FIFA prend le dessus sur son rival PES.

#### FIFA 10
- Date de sortie : 2 octobre 2009 (Europe) et 20 octobre 2009 (États-Unis)

Ajout d'un mode Manager étendu qui comprend un nouveau directeur adjoint, celui-ci peut s'occuper de la composition de l'équipe en fonction des matchs et de l'amélioration des finances.

### Années 2010

#### FIFA 11
- Date de sortie: 8 septembre 2010 (États-Unis) et 1er octobre 2010 (Europe)

Le mode Manager est renommé Mode Carrière, le joueur peut jouer une carrière en tant que Manager, joueur ou les deux.
Possibilité de jouer en tant que gardien de but.

#### FIFA 12

- Date de sortie: 27 septembre 2011 (États-Unis) et 30 septembre 2011 (Europe)

Nouveau moteur de jeu avec « l’impact engine », et apparition des dribbles de précisions. 
Ajout du système de divisions en modes de jeux en ligne.

#### FIFA 13
- Date de sortie: 25 septembre 2012 (États-Unis), 27 septembre 2012 (Australie) et 28 septembre 2012 (Europe)

Ajout de « l'Attacking Intelligence » (les joueurs analysent automatiquement l'espace et réfléchissent à l'avenir) et des dribbles complets (mobilité précise à 360 degrés avec le ballon). 
Apparition du mode EA Sports Football Club qui inclut Ultimate Team.

#### FIFA 14
- Date de sortie : 24 septembre 2013 (États-Unis) et 26 septembre 2013 (Europe)

Nouveau moteur « Ignite », avec l'ajout des conditions météorologiques, de l'environnement dynamique, de « l'Human Intelligence » (qui rapproche l'IA du comportement réel du joueur) et du « True Player Motion » (animations plus réalistes des joueurs). 
Nouveau mode en ligne Co-op Seasons, où deux joueurs peuvent jouer une saison pour la même équipe. Première apparition sur consoles de jeux vidéo de huitième génération après FIFA 13 sur WiiU.

#### FIFA 15
- Date de sortie : 23 septembre 2014 (États-Unis), 25 septembre 2014 (Europe) et 26 septembre 2014 (Royaume-Uni)

Apparition de 20 stades de la Premier League recréés authentiquement, avec les acclamations, les chants et les sons de plus de 20 matches de Premier League également enregistrés.

#### FIFA 16
- Date de sortie : 22 septembre 2015 (Amérique du Nord), 24 septembre 2015 (Europe), 1er octobre 2015 (Brésil) et 8 octobre 2015 (Japon)

Apparitions de douze équipes nationales féminines.

#### FIFA 17
- Date de sortie : 27 septembre 2016 (Amérique du Nord) et 29 septembre 2016 (reste du monde).

Nouveau moteur de jeu « Frostbite ». 
Ajout du mode histoire « The Journey ». 
Pierre Ménès remplace Franck Sauzée aux commentaires français.

#### FIFA 18
- Date de sortie : 29 septembre 2017
- Slogan : More Than A Game
- Joueur en couverture : Cristiano Ronaldo (édition Monde)

Nouvelle fonction Quick Subs où le joueur peut faire un remplacement lorsque le ballon est hors-jeu.

#### FIFA 19
- Date de sortie : 28 septembre 2018
- Slogan : Champions Rise
- Joueurs en couverture : Cristiano Ronaldo (édition Monde), Cristiano Ronaldo et Neymar (édition Champions)

Apparition de la Ligue des champions, de la Ligue Europa et de la Supercoupe de l'UEFA. 
Ajout des modes de jeu : Division Rivals, règle maison, mode survie, pas de règles, longue portée, en-tête et volée, et premier mode.

#### FIFA 20
- Date de sortie : 27 septembre 2019

- Slogan: The Stadium is Anywhere
- Joueurs en couverture: Eden Hazard (édition Standard), Virgil van Dijk (édition Champions) et Zinedine Zidane (édition Ultimate)

Apparition de VOLTA Football, un mode inspiré de la licence FIFA Street. 
Perte de la licence de la Juventus (au profit de la licence Pro Evolution Soccer) qui se nomme désormais Piemonte Calcio.

### Années 2020

#### FIFA 21

FIFA 21.

- Date de sortie : 9 octobre 2020 / 4 décembre 2020 (Playstation 5, Xbox Series)
- Slogan : Feel Next Level, Win As One
- Joueur en couverture : Kylian Mbappé (éditions Standard, Champions et Ultimate)
- Ambassadeurs du jeu : Trent Alexander-Arnold, João Félix et Erling Haaland

Perte de la licence de l'AS Rome.
Première apparition sur consoles de jeux vidéo de neuvième génération.

#### FIFA 22
- Date de sortie : 1er octobre 2021
- Slogan : Powered by Football

- Joueur en couverture : Kylian Mbappé (éditions Standard, Champions et Ultimate)
- Ambassadeurs du jeu : Trent Alexander-Arnold, Phil Foden, Christian Pulisic, David Alaba et Son Heung-min

#### FIFA 23

- Date de sortie : 30 septembre 2022 (27 septembre en accès anticipé)
- Joueur en couverture: Kylian Mbappé, Sam Kerr

Apparition de championnats féminins. La coupe du monde 2022 et la coupe du monde féminine 2023 sont jouables grâce à une mise à jour.
Grande mise à jour du Mode carrière joueur ou entraîneur.

## Championnats présents dans le jeu
| Pays                         | Championnat         | Niveau | Nombre d'apparitions | Éditions | Éditions  | Éditions  | Éditions  | Éditions  | Éditions  | Éditions  | Éditions  | Éditions  | Éditions  | Éditions  | Éditions  | Éditions  | Éditions  | Éditions  | Éditions  | Éditions  | Éditions  | Éditions  | Éditions  | Éditions  | Éditions  | Éditions  | Éditions  | Éditions  | Éditions  | Éditions  | Éditions  | Éditions  | Éditions  |
| Pays                         | Championnat         | Niveau | Nombre d'apparitions | 94       | 95        | 96        | 97        | 98        | 99        | 00        | 01        | 02        | 03        | 04        | 05        | 06        | 07        | 08        | 09        | 10        | 11        | 12        | 13        | 14        | 15        | 16        | 17        | 18        | 19        | 20        | 21        | 22        | 23        |
| ---------------------------- | ------------------- | ------ | -------------------- | -------- | --------- | --------- | --------- | --------- | --------- | --------- | --------- | --------- | --------- | --------- | --------- | --------- | --------- | --------- | --------- | --------- | --------- | --------- | --------- | --------- | --------- | --------- | --------- | --------- | --------- | --------- | --------- | --------- | --------- |
| Allemagne                    | Bundesliga          | 1      | 29/30                |          | Plus vert | Plus vert | Plus vert | Plus vert | Plus vert | Plus vert | Plus vert | Plus vert | Plus vert | Plus vert | Plus vert | Plus vert | Plus vert | Plus vert | Plus vert | Plus vert | Plus vert | Plus vert | Plus vert | Plus vert | Plus vert | Plus vert | Plus vert | Plus vert | Plus vert | Plus vert | Plus vert | Plus vert | Plus vert |
| Allemagne                    | 2. Bundesliga       | 2      | 20/30                |          |           |           |           |           |           |           |           |           |           | Plus vert | Plus vert | Plus vert | Plus vert | Plus vert | Plus vert | Plus vert | Plus vert | Plus vert | Plus vert | Plus vert | Plus vert | Plus vert | Plus vert | Plus vert | Plus vert | Plus vert | Plus vert | Plus vert | Plus vert |
| Allemagne                    | 3. Liga             | 3      | 9/30                 |          |           |           |           |           |           |           |           |           |           |           |           |           |           |           |           |           |           |           |           |           |           |           |           | Plus vert | Plus vert | Plus vert | Plus vert | Plus vert | Plus vert |
| Angleterre                   | Premier League      | 1      | 27/28                |          | Plus vert | Plus vert | Plus vert | Plus vert | Plus vert | Plus vert | Plus vert | Plus vert | Plus vert | Plus vert | Plus vert | Plus vert | Plus vert | Plus vert | Plus vert | Plus vert | Plus vert | Plus vert | Plus vert | Plus vert | Plus vert | Plus vert | Plus vert | Plus vert | Plus vert | Plus vert | Plus vert | Plus vert | Plus vert |
| Angleterre                   | Championship        | 2      | 18/28                |          |           |           |           |           |           |           |           |           |           | Plus vert | Plus vert | Plus vert | Plus vert | Plus vert | Plus vert | Plus vert | Plus vert | Plus vert | Plus vert | Plus vert | Plus vert | Plus vert | Plus vert | Plus vert | Plus vert | Plus vert | Plus vert | Plus vert | Plus vert |
| Angleterre                   | League One          | 3      | 18/28                |          |           |           |           |           |           |           |           |           |           | Plus vert | Plus vert | Plus vert | Plus vert | Plus vert | Plus vert | Plus vert | Plus vert | Plus vert | Plus vert | Plus vert | Plus vert | Plus vert | Plus vert | Plus vert | Plus vert | Plus vert | Plus vert | Plus vert | Plus vert |
| Angleterre                   | League Two          | 4      | 18/28                |          |           |           |           |           |           |           |           |           |           | Plus vert | Plus vert | Plus vert | Plus vert | Plus vert | Plus vert | Plus vert | Plus vert | Plus vert | Plus vert | Plus vert | Plus vert | Plus vert | Plus vert | Plus vert | Plus vert | Plus vert | Plus vert | Plus vert | Plus vert |
| Arabie saoudite              | LPS                 | 1      | 9/28                 |          |           |           |           |           |           |           |           |           |           |           |           |           |           |           |           |           |           |           | Plus vert | Plus vert | Plus vert | Plus vert | Plus vert | Plus vert | Plus vert | Plus vert | Plus vert | Plus vert | Plus vert |
| Argentine                    | Primera División    | 1      | 8/28                 |          |           |           |           |           |           |           |           |           |           |           |           |           |           |           |           |           |           |           |           | Plus vert | Plus vert | Plus vert | Plus vert | Plus vert | Plus vert | Plus vert | Plus vert | Plus vert | Plus vert |
| Australie                    | A-League            | 1      | 14/28                |          |           |           |           |           |           |           |           |           |           |           |           |           |           | Plus vert | Plus vert | Plus vert | Plus vert | Plus vert | Plus vert | Plus vert | Plus vert | Plus vert | Plus vert | Plus vert | Plus vert | Plus vert | Plus vert | Plus vert | Plus vert |
| Autriche                     | Bundesliga          | 1      | 20/28                |          |           |           |           |           |           |           | Plus vert | Plus vert | Plus vert | Plus vert | Plus vert | Plus vert | Plus vert | Plus vert | Plus vert | Plus vert | Plus vert | Plus vert | Plus vert | Plus vert | Plus vert | Plus vert | Plus vert | Plus vert | Plus vert | Plus vert |           | Plus vert | Plus vert |
| Belgique                     | Division 1A         | 1      | 22/28                |          |           |           |           |           | Plus vert | Plus vert | Plus vert | Plus vert | Plus vert | Plus vert | Plus vert | Plus vert | Plus vert | Plus vert | Plus vert | Plus vert | Plus vert | Plus vert | Plus vert | Plus vert | Plus vert | Plus vert | Plus vert | Plus vert | Plus vert | Plus vert |           | Plus vert | Plus vert |
| Brésil                       | Série A             | 1      | 25/28                |          | Plus vert | Plus vert | Plus vert | Plus vert | Plus vert | Plus vert | Plus vert | Plus vert | Plus vert | Plus vert | Plus vert | Plus vert | Plus vert | Plus vert | Plus vert | Plus vert | Plus vert | Plus vert | Plus vert | Plus vert |           |           | Plus vert | Plus vert | Plus vert | Plus vert | Plus vert | Plus vert | Plus vert |
| Chili                        | Campeonato Nacional | 1      | 7/28                 |          |           |           |           |           |           |           |           |           |           |           |           |           |           |           |           |           |           |           |           | Plus vert | Plus vert | Plus vert | Plus vert | Plus vert | Plus vert | Plus vert |           |           |           |
| Chine                        | CSL                 | 1      | 3/28                 |          |           |           |           |           |           |           |           |           |           |           |           |           |           |           |           |           |           |           |           |           |           |           |           |           | Plus vert | Plus vert | Plus vert | Plus vert | Plus vert |
| Colombie                     | Categoría Primera A | 1      | 7/28                 |          |           |           |           |           |           |           |           |           |           |           |           |           |           |           |           |           |           |           |           | Plus vert | Plus vert | Plus vert | Plus vert | Plus vert | Plus vert | Plus vert |           |           |           |
| Corée du Sud                 | K-League            | 1      | 21/28                |          |           |           |           |           |           |           | Plus vert | Plus vert | Plus vert | Plus vert | Plus vert | Plus vert | Plus vert | Plus vert | Plus vert | Plus vert | Plus vert | Plus vert | Plus vert | Plus vert | Plus vert | Plus vert | Plus vert | Plus vert | Plus vert | Plus vert | Plus vert | Plus vert | Plus vert |
| Danemark                     | Superligaen         | 1      | 22/28                |          |           |           |           |           |           | Plus vert | Plus vert | Plus vert | Plus vert | Plus vert | Plus vert | Plus vert | Plus vert | Plus vert | Plus vert | Plus vert | Plus vert | Plus vert | Plus vert | Plus vert | Plus vert | Plus vert | Plus vert | Plus vert | Plus vert | Plus vert | Plus vert | Plus vert | Plus vert |
| Écosse                       | Premiership         | 1      | 26/28                |          |           | Plus vert | Plus vert | Plus vert | Plus vert | Plus vert | Plus vert | Plus vert | Plus vert | Plus vert | Plus vert | Plus vert | Plus vert | Plus vert | Plus vert | Plus vert | Plus vert | Plus vert | Plus vert | Plus vert | Plus vert | Plus vert | Plus vert | Plus vert | Plus vert | Plus vert | Plus vert | Plus vert | Plus vert |
| Espagne                      | LaLiga              | 1      | 27/28                |          | Plus vert | Plus vert | Plus vert | Plus vert | Plus vert | Plus vert | Plus vert | Plus vert | Plus vert | Plus vert | Plus vert | Plus vert | Plus vert | Plus vert | Plus vert | Plus vert | Plus vert | Plus vert | Plus vert | Plus vert | Plus vert | Plus vert | Plus vert | Plus vert | Plus vert | Plus vert | Plus vert | Plus vert | Plus vert |
| Espagne                      | Segunda División    | 2      | 18/28                |          |           |           |           |           |           |           |           |           |           | Plus vert | Plus vert | Plus vert | Plus vert | Plus vert | Plus vert | Plus vert | Plus vert | Plus vert | Plus vert | Plus vert | Plus vert | Plus vert | Plus vert | Plus vert | Plus vert | Plus vert | Plus vert | Plus vert | Plus vert |
| États-Unis                   | A-League/MLS        | 1      | 27/28                |          | Plus vert | Plus vert | Plus vert | Plus vert | Plus vert | Plus vert | Plus vert | Plus vert | Plus vert | Plus vert | Plus vert | Plus vert | Plus vert | Plus vert | Plus vert | Plus vert | Plus vert | Plus vert | Plus vert | Plus vert | Plus vert | Plus vert | Plus vert | Plus vert | Plus vert | Plus vert | Plus vert | Plus vert | Plus vert |
| France                       | Ligue 1             | 1      | 27/28                |          | Plus vert | Plus vert | Plus vert | Plus vert | Plus vert | Plus vert | Plus vert | Plus vert | Plus vert | Plus vert | Plus vert | Plus vert | Plus vert | Plus vert | Plus vert | Plus vert | Plus vert | Plus vert | Plus vert | Plus vert | Plus vert | Plus vert | Plus vert | Plus vert | Plus vert | Plus vert | Plus vert | Plus vert | Plus vert |
| France                       | Ligue 2             | 2      | 18/28                |          |           |           |           |           |           |           |           |           |           | Plus vert | Plus vert | Plus vert | Plus vert | Plus vert | Plus vert | Plus vert | Plus vert | Plus vert | Plus vert | Plus vert | Plus vert | Plus vert | Plus vert | Plus vert | Plus vert | Plus vert | Plus vert | Plus vert | Plus vert |
| Grèce                        | Superleague Elláda  | 1      | 2/28                 |          |           |           |           |           |           | Plus vert | Plus vert |           |           |           |           |           |           |           |           |           |           |           |           |           |           |           |           |           |           |           |           |           |           |
| Inde                         | I-League            | 1      | 1/28                 |          |           |           |           |           |           |           |           |           |           |           |           |           |           |           |           |           |           |           |           |           |           |           |           |           |           |           |           | Plus vert | Plus vert |
| Israël                       | Ligat ha'Al         | 1      | 3/28                 |          |           |           |           |           |           | Plus vert | Plus vert | Plus vert |           |           |           |           |           |           |           |           |           |           |           |           |           |           |           |           |           |           |           |           |           |
| Irlande (et Irlande du Nord) | Premier Division    | 1      | 14/28                |          |           |           |           |           |           |           |           |           |           |           |           |           |           | Plus vert | Plus vert | Plus vert | Plus vert | Plus vert | Plus vert | Plus vert | Plus vert | Plus vert | Plus vert | Plus vert | Plus vert | Plus vert | Plus vert | Plus vert | Plus vert |
| Italie                       | Serie A             | 1      | 27/28                |          | Plus vert | Plus vert | Plus vert | Plus vert | Plus vert | Plus vert | Plus vert | Plus vert | Plus vert | Plus vert | Plus vert | Plus vert | Plus vert | Plus vert | Plus vert | Plus vert | Plus vert | Plus vert | Plus vert | Plus vert | Plus vert | Plus vert | Plus vert | Plus vert | Plus vert | Plus vert | Plus vert | Plus vert | Plus vert |
| Italie                       | Serie B             | 2      | 18/28                |          |           |           |           |           |           |           |           |           |           | Plus vert | Plus vert | Plus vert | Plus vert | Plus vert | Plus vert | Plus vert | Plus vert | Plus vert | Plus vert | Plus vert | Plus vert | Plus vert | Plus vert | Plus vert | Plus vert | Plus vert |           |           | Plus vert |
| Japon                        | J1 League           | 1      | 5/28                 |          |           |           |           |           |           |           |           |           |           |           |           |           |           |           |           |           |           |           |           |           |           |           | Plus vert | Plus vert | Plus vert | Plus vert | Plus vert | Plus vert |           |
| Malaisie                     | Liga Super          | 1      | 3/28                 |          |           | Plus vert | Plus vert | Plus vert |           |           |           |           |           |           |           |           |           |           |           |           |           |           |           |           |           |           |           |           |           |           |           |           |           |
| Mexique                      | Liga MX             | 1      | 17/28                |          |           |           |           |           |           |           |           |           |           |           | Plus vert | Plus vert | Plus vert | Plus vert | Plus vert | Plus vert | Plus vert | Plus vert | Plus vert | Plus vert | Plus vert | Plus vert | Plus vert | Plus vert | Plus vert | Plus vert | Plus vert | Plus vert |           |
| Norvège                      | Eliteserien         | 1      | 22/28                |          |           |           |           |           |           | Plus vert | Plus vert | Plus vert | Plus vert | Plus vert | Plus vert | Plus vert | Plus vert | Plus vert | Plus vert | Plus vert | Plus vert | Plus vert | Plus vert | Plus vert | Plus vert | Plus vert | Plus vert | Plus vert | Plus vert | Plus vert | Plus vert | Plus vert | Plus vert |
| Pays-Bas                     | Eredivise           | 1      | 25/28                |          | Plus vert | Plus vert | Plus vert | Plus vert | Plus vert | Plus vert | Plus vert |           |           | Plus vert | Plus vert | Plus vert | Plus vert | Plus vert | Plus vert | Plus vert | Plus vert | Plus vert | Plus vert | Plus vert | Plus vert | Plus vert | Plus vert | Plus vert | Plus vert | Plus vert | Plus vert | Plus vert | Plus vert |
| Pologne                      | Ekstraklasa         | 1      | 12/28                |          |           |           |           |           |           |           |           |           |           |           |           | Plus vert | Plus vert | Plus vert | Plus vert | Plus vert | Plus vert | Plus vert | Plus vert | Plus vert | Plus vert | Plus vert | Plus vert | Plus vert | Plus vert | Plus vert | Plus vert | Plus vert | Plus vert |
| Portugal                     | Primeira Liga       | 1      | 19/28                |          |           |           |           |           | Plus vert |           |           |           |           | Plus vert | Plus vert | Plus vert | Plus vert | Plus vert | Plus vert | Plus vert | Plus vert | Plus vert | Plus vert | Plus vert | Plus vert | Plus vert | Plus vert | Plus vert | Plus vert | Plus vert | Plus vert | Plus vert | Plus vert |
| Roumanie                     | Liga I              | 1      | 1/28                 |          |           |           |           |           |           |           |           |           |           |           |           |           |           |           |           |           |           |           |           |           |           |           |           |           |           |           | Plus vert | Plus vert | Plus vert |
| Russie                       | Premier-Liga        | 1      | 8/28                 |          |           |           |           |           |           |           |           |           |           |           |           |           |           |           |           |           | Plus vert | Plus vert | Plus vert | Plus vert | Plus vert | Plus vert | Plus vert | Plus vert |           |           |           |           |           |
| Suède                        | Allsvenskan         | 1      | 26/28                |          |           | Plus vert | Plus vert | Plus vert | Plus vert | Plus vert | Plus vert | Plus vert | Plus vert | Plus vert | Plus vert | Plus vert | Plus vert | Plus vert | Plus vert | Plus vert | Plus vert | Plus vert | Plus vert | Plus vert | Plus vert | Plus vert | Plus vert | Plus vert | Plus vert | Plus vert | Plus vert | Plus vert | Plus vert |
| Suisse                       | Super League        | 1      | 20/28                |          |           |           |           |           |           |           |           | Plus vert | Plus vert | Plus vert | Plus vert | Plus vert | Plus vert | Plus vert | Plus vert | Plus vert | Plus vert | Plus vert | Plus vert | Plus vert | Plus vert | Plus vert | Plus vert | Plus vert | Plus vert | Plus vert | Plus vert | Plus vert | Plus vert |
| Tchéquie                     | První Liga          | 1      | 4/28                 |          |           |           |           |           |           |           |           |           |           |           |           |           |           | Plus vert | Plus vert | Plus vert | Plus vert |           |           |           |           |           |           |           |           |           |           |           |           |
| Turquie                      | Süper Lig           | 1      | 13/28                |          |           |           |           |           |           | Plus vert |           |           |           |           |           |           | Plus vert | Plus vert | Plus vert | Plus vert | Plus vert |           |           |           | Plus vert | Plus vert | Plus vert | Plus vert | Plus vert | Plus vert | Plus vert | Plus vert | Plus vert |

## Liste des commentateurs du jeu en France
- FIFA 98 et 99 : Thierry Gilardi et David Ginola
- FIFA 2000 et 2001 : Thierry Gilardi et Laurent Paganelli
- FIFA 2002 : Thierry Gilardi et Olivier Rouyer
- FIFA 2003 : Grégoire Margotton et Olivier Rouyer
- FIFA 2004 et 2005 : Grégoire Margotton et Rémi Garde
- FIFA 06 : Eugène Saccomano et Franck Sauzée
- FIFA 07 : Hervé Mathoux et Paul Le Guen
- FIFA 08 à FIFA 16 : Hervé Mathoux et Franck Sauzée
- FIFA 17 à FIFA 21 : Hervé Mathoux et Pierre Menes
- FIFA 22 : Hervé Mathoux
- FIFA 23 : Benjamin da Silva et Omar da Fonseca

## Controverses
EA Sports a fait l'objet de critiques concernant son jeu FIFA.
- Le mode FIFA Ultimate Team (FUT). En février 2020 l'éditeur est poursuivi en justice par deux avocats français pour son mode de jeux FIFA Ultimate Team. En effet, celui-ci est attaqué pour tromperie et jeux d'argent non réglementé. D'une part plusieurs utilisateurs ayant dépensé plusieurs milliers d'euros affirment avoir été trompés, n'ayant jamais eu de carte joueur légendaire promise par la publicité. D'autre part, le jeu comportant un système de dépense d'achat réel avec jeux de hasard n'est pas soumis à la législation qui lui interdirait d’être vendu à des mineurs de moins de 18 ans. En Belgique, à la suite d'une décision du tribunal, les achats avec monnaie réelle ont été clôturés[2]. Certaines accusations porteraient aussi sur le système de mise à jour qui rendrait les joueurs moins bons pendant les matchs afin que les utilisateurs les revendent pour d'autres joueurs plus attractifs, entraînant un cycle de frustration et achat favorable à la dépense. À la suite de cette plainte, plusieurs vidéastes dont certains anciens partenaires d'Electronic Arts ont pris le parti des avocats pour mettre en garde vis-à-vis de ce système de jeu qu'ils considèrent comme « malsain » et éloigné de ce que doit être un jeu de football sur console[3].
- FIFA 20. La sortie du jeu FIFA 20 est accompagné de nombreux manquements et de bugs relayés par les utilisateurs et les médias. Les derniers transferts n'ont pas été actualisés et le mode compétition affiche les effectifs de l'année précédente[4]. Concernant les bugs, le mode carrière se retrouverait avec des questions incohérentes lors des conférences de presse. Les équipes qui sont censées être les plus fortes terminent le championnat à une mauvaise place, voire finissent par être reléguées en division inférieure. Les compositions des équipes adversaires peuvent être incohérentes. Concernant les phases de match, on se retrouverait avec une physique de balle défectueuse et des joueurs qui disparaissent ou qui jouent contre leur camp[5]. Enfin des soucis sont présents avec l'outil d'édition des joueurs dont la position change aléatoirement[6]. Ces différents manquements et bugs ont été reconnus par Electronic Arts. L'éditeur publiera un correctif afin de résoudre la plupart des bugs trois semaines après la sortie du jeu[7].
- Le gameplay. Le jeu FIFA est aussi la cible de critiques concernant son gameplay qui n'évolue plus ou peu depuis l'apparition du mode FUT. Electronic Arts préférerait ainsi investir dans son mode de jeu en ligne qui lui rapporterait plus d'un milliard de dollars par trimestre[8].
- Les serveurs en ligne. Ceux-ci font régulièrement l'objet de plaintes et de critiques de la part des joueurs, subissant des déconnexions et des latences régulières. Electronic Arts conscient du problème, a plusieurs fois tenté de rassurer les utilisateurs à travers des publications sur les réseaux sociaux[9].